# Бейко Талина Іванівна
Талина Іванівна Бейко (нар. 31 серпня 1970) — колишня українська тенісистка.
Здобула два одиночні титули туру ITF.
Виступала за збірну України з тенісу на Кубку Федерації.
Мати тенісисток Марії Олегівни та Марти Олегівни Костюк, тітка футболістів Вадима Дмитровича та Мирослава Дмитровича Славових, а також австрійської художньої гімнастки Оксани Дмитрівни Славової, дочка математика Івана Васильовича Бейка.

## Фінали ITF

### Одиночний розряд (2–3)
| Турніри $100,000 |
| Турніри $75,000  |
| Турніри $50,000  |
| Турніри $25,000  |
| Турніри $10,000  |

| Результат | Ранг | Дата            | Турнір        | Покриття   | Опонент             | Рахунок            |
| --------- | ---- | --------------- | ------------- | ---------- | ------------------- | ------------------ |
| Поразка   | 1.   | 18 жовтня 1993  | Шяуляй, Литва | Тверде (i) | Юлія Лютрова        | 3–6, 2–6           |
| Перемога  | 2.   | 23 травня 1994  | Лодзь, Польща | Ґрунт      | Анна Кремер         | 6–4, 6–2           |
| Перемога  | 3.   | 3 жовтня 1994   | Київ, Україна | Ґрунт      | Сильвія Ринажевська | 6-2, 6-4           |
| Поразка   | 4.   | 5 червня 1995   | Лодзь, Польща | Ґрунт      | Євгенія Куликовська | 1–6, 6–2, 3–6      |
| Поразка   | 5.   | 25 вересня 1995 | Київ, Україна | Ґрунт      | Ганна Запорожанова  | 6-2, 6–7(4-7), 5–7 |

### Парний розряд (1–3)
| Результат | Ранг | Дата            | Турнір          | Покриття  | Партнер        | Опоненти                              | Рахунок       |
| --------- | ---- | --------------- | --------------- | --------- | -------------- | ------------------------------------- | ------------- |
| Перемога  | 1.   | 18 жовтня 1993  | Шяуляй, Литва   | Тверде(i) | Tanja Tsiganii | Natalia Bondarenko Олена Татаркова    | 6–3, 6–1      |
| Поразка   | 2.   | 30 травня 1994  | Битом, Польща   | Ґрунт     | Tanja Tsiganii | Євгенія Куликовська Наталія Немчинова | 2–6, 6–3, 2–6 |
| Runner–up | 3.   | 14 серпня 1995  | Карфаген, Туніс | Ґрунт     | Teodora Nedeva | Yolanda Clemot Марія Фернанда Ланда   | 3-6, 2-6      |
| Runner–up | 4.   | 25 вересня 1995 | Київ, Україна   | Ґрунт     | Tanja Tsiganii | Natalia Bondarenko Марина Стець       | 1–6, 4–6      |